# Masacre de Nemmersdorf
La masacre de Nemmersdorf fue una matanza que tuvo lugar el 21 de octubre de 1944 en la población de Nemmersdorf en Prusia Oriental (en la actualidad Mayakóvskoye, Óblast de Kaliningrado) de etnia alemana que cayó en poder del Ejército Rojo durante su avance en la Segunda Guerra Mundial. La masacre fue perpetrada por soldados soviéticos contra civiles alemanes y no combatientes franceses y belgas. Ocurrió durante la Operación Gumbinnen-Goldap. Ciertas controversias han surgido durante la investigación de estos hechos.

## Historia
Como resultado de la Masacre murieron entre 64 y 71 personas, si bien no pasó a la historia por el número de muertos sino por la brutalidad de las acciones. El testimonio del general Erich Dethleffsen relata: 
“Torturaron a civiles [...], clavaron a muchos en las puertas de las casas y fusilaron a muchos otros. Un gran número de mujeres fueron violadas. Los soldados rusos también mataron a unos 50 prisioneros de guerra franceses”. 
El teniente Heinrich Amberger, declaró lo siguiente bajo juramento: 
“Vi los restos de una caravana de refugiados que había sido completamente aplastada por las cadenas de los tanques soviéticos; no sólo los carros y demás vehículos, también un gran número de civiles, en su mayoría mujeres y niños, habían sido aplastados por los tanques. En los bordes del camino y en los patios de las casas de labor había una gran cantidad de cuerpos de civiles que, evidentemente, no habían sido víctimas de las operaciones militares, sino que más bien habían sido ejecutados sistemáticamente [...] Al borde de un camino vi a un viejo encorvado, con un disparo en su nuca. No muy lejos estaba el cuerpo de un bebé de algunos meses, con las huellas de un disparo a corta distancia en la frente [...] Un cierto número de hombres habían sido asesinados a golpes con palas o culatas de fusil; sus caras estaban totalmente aplastadas [...] Nadie, ni en Nemmersdorf ni en las aldeas vecinas, encontró a un solo civil alemán vivo”. También son estremecedoras las palabras de Karl Potrek, un civil de Königsberg alistado en el Volksturm, una milicia popular alemana creada entre hombres de todas las edades cuando Alemania empezaba a perder la guerra, que había sido enviado como refuerzo al área de Nemmersdorf: “En el patio de una granja había un carro, al cual habían sido clavadas cuatro mujeres desnudas [...] Paralelo a la carretera, había un establo. En cada una de sus dos puertas había una mujer desnuda, clavada por las manos, en forma de cruz. En las viviendas encontramos un total de 72 mujeres, algunas niñas, y a un anciano de 74 años, todos ellos asesinados de una manera brutal, con la excepción de unos pocos, que tenían un disparo en la nuca. Algunos bebés tenían la cabeza destrozada a golpes. En una habitación encontramos a una mujer anciana, de 84 años, sentada en un sofá; su cabeza había sido partida en dos con un hacha [...] La Comisión extranjera estableció unánimemente que todas las mujeres, así como las niñas de entre 8 y 12 años, e incluso una anciana de 84 años, habían sido violadas”. 
Es también revelador el testimonio del capitán Emil Herminghaus: 
“Las mujeres que habían sido sorprendidas en la población, incluyendo algunas monjas, habían sido reunidas por los rusos, quienes las habían violado. Las mujeres fueron bestialmente apuñaladas o se las mató a tiros”. Todos estos relatores fueron testigos oculares de los brutales acontecimientos. 